# Jorge Gonçalves
Jorge Manuel Alegre Gonçalves (29 de agosto de 1947 — Cabo Ledo, 11 de agosto de 2015) foi um presidente do Sporting Clube de Portugal de 29 de Junho de 1988 a 30 de Junho de 1989.

## Biografia
Quando se candidatou a presidente do Sporting, anunciou que iria pôr de novo as unhas no leão, fazendo chegar à equipa nomes sonates do futebol. A contratação do craque holandês Frank Rijkaard seria a primeira. Mas internacional acabaria por ficar impedido de jogar depois da Federação Portuguesa de Futebol não ter validado a documentação devido a inscrição fora de prazo. Sobre a contratação de Rijkard, ficou para a história um "soundbyte" do então presidente: "Está tudo tratado, só falta o dinheiro!".
Reforça a equipa com três internacionais brasileiros (Douglas, Silas e Ricardo Rocha), dois internacionais portugueses (Carlos Manuel e Jorge Plácido), um internacional uruguaio (Rodolfo Rodriguez) e um ainda sueco (Eskilsson), sem esquecer dois internacionais da seleção portuguesa de Esperanças (Miguel e Rui Maside). Para treiná-los, um uruguaio de renome: Pedro Rocha.
Os resultados não foram os melhores. Em 48 jogos, 25 vitórias, dez empates e 13 derrotas. Contas feitas, quarto lugar do campeonato, a 18 pontos do campeão Benfica, e eliminado nas duas taças. Na de Portugal, pelo Belenenses, nas meias-finais (3-1). Na da UEFA, pela Real Sociedad, na 2.ª eliminatória (1-2 em Alvalade, 0-0 no Anoeta). Nas eleições de 1989 perde para Sousa Cintra.
Jorge Manuel Alegre Gonçalves foi encontrado enforcado a 11 de agosto de 2015 no quarto de um resort em Cabo Ledo, a cerca de 120 quilómetros de Luanda, Angola.